# Patrik Karlkvist
Patrik Nils Gunnar Karlkvist, född 1 maj 1992 i Trosa, är en svensk professionell ishockeyspelare som spelade för IK Oskarshamn i SHL. Men efter Oskarshamns förlust i SHL 23/24 skrevs nytt kontrakt med Örebro HK. Hans moderklubb är Södertälje SK.